# Giuseppe Benassai
Giuseppe Benassai, né le 20 juillet 1835 à Reggio de Calabre et mort le 5 décembre 1878 dans la même ville, est un peintre et enseignant italien. 

## Biographie
Ami d'Alfonso Frangipane, il se consacre au dessin dès son plus jeune âge, puis s'intéresse à la peinture sur toile et, à partir de 1870, à la peinture sur céramique (surtout sur majolique), et s'intéresse également à la lithographie. Son premier professeur à Reggio Calabria est Ignazio Lavagna Fieschi, qui le dirige ensuite  vers son propre professeur Salvatore Fergola à Naples. Détesté par la police des Bourbons pour ses idées libérales, il quitte le royaume des Deux-Siciles et s'installe à Rome. Après l'unification de l'Italie, il s'installe à Florence où il fréquente les cercles Macchiaioli et remporte en 1866 le premier prix d'un concours de peinture organisé par le gouvernement avec le tableau intitulé La quiete (aujourd'hui au Musée national de la Grande-Grèce).
Envoyé par le gouvernement italien à l'inauguration du canal de Suez en 1869, il peint pendant son séjour un grand nombre de tableaux à sujets orientaux, qui sont ensuite exposés au Museo dell'Accademia de Florence. Il est ensuite directeur de l'usine de céramique et de majolique Ginori à Sesto Fiorentino, où il produit plusieurs belles pièces de majolique aujourd'hui exposées au musée Richard-Ginori de l'usine Doccia. Nommé professeur honoraire à l'Institut des Beaux-Arts de Naples en 1877, il est également journaliste et écrivain, collaborant au quotidien La Nazione de Florence.

## Œuvres

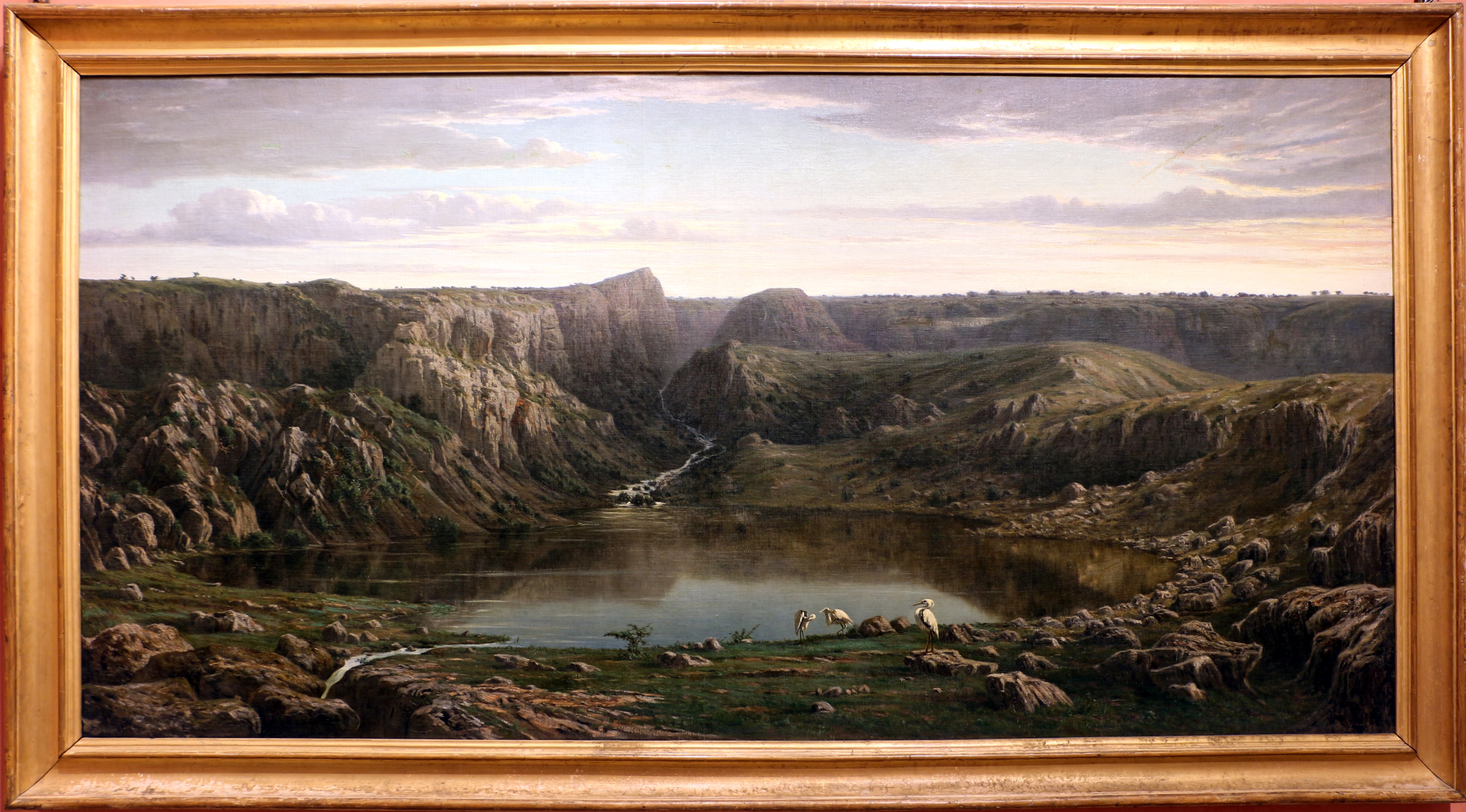
Giuseppe Benassai, La quiete, 1866.

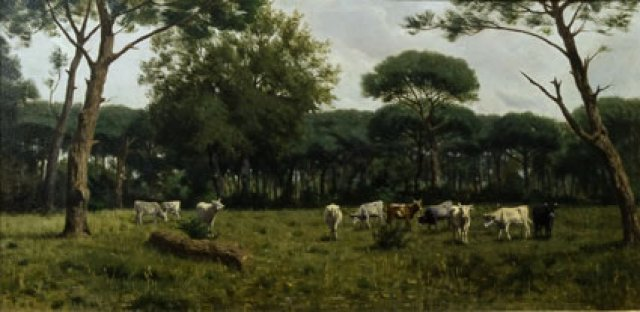
Una pineta a San Rossore, 1885, Galerie nationale d'Art moderne et contemporain, Rome.

- Grotta con cappuccini e veduta di Scilla - 1851
- Paesaggio lacustre con quercia e persone - 1851
- Veduta con blocchi rocciosi, castello e alberi - 1856
- Paesaggio al tardo pomeriggio - 1856
- Paesaggio con cane - 1857
- Mucche in Aspromonte - 1857
- Vallata verdeggiante con greto di torrente - 1857
- Paesaggio collinoso con greggi e pastori - 1857
- Grotta azzurra a Capri - 1857
- Ospedale di San Giovanni di Dio in Agrigento - 1858
- La pastorizia - 1863
- Campagna romana con ruderi e bovini - 1863
- Somarello tra i fiori - 1864
- Raccolta del fieno 1865
- Una veduta di Aspromonte - 1866
- La primavera - 1866
- Paludi di Ostia - 1866
- Paesaggio con bovini e barca - 1866
- Paesaggio con greggi e pastore - 1866
- La quiete - 1866
- Aspromonte - 1869
- Paesaggio fluviale - 1869
- Veduta del Canale di Suez 1870
- Veduta delle Piramidi - 1870
- Leone nel deserto - 1870
- Tramonto nel deserto - 1870
- Il Nilo - 1870
- Carovana nel deserto - 1870
- Riposo nel deserto - 1870
- Grande vaso ornamentale policromo "Ginori" con "Incendio delle Pampas" - 1872
- Grande coppa ornamentale policroma "Ginori" con "Paesaggio maremmano con cavalli bradi in corsa" - 1875
- Una pineta a San Rossore - 1885